# Desoutter Sports Coupé
Desoutter Mk.II Sports Coupé var ett licenstillverkat brittiskt flygplan som användes som skol-, privat- och transportflygplan.
Sports Coupé var en vidareutveckling av Dolphin-varianten. I samband med att Koolhoven genomförde en demonstration av sitt nya privatflygplan i England 1928 lyckades Marcel Desoutter komma över rätten att licenstillverka flygplanet Koolhoven FK.41. För att passa den engelska marknaden genomfördes vissa modifieringar, demonstrationsflygplanets Siemens-radmotor byttes ut mot en Cirrus Hermes I. Två flygplan med den nya motorn tillverkades vid Koolhoven i Holland, för att tjäna som mall vid den engelska tillverkningen. 
Desoutter hämtade personligen prototypflygplanet G-AAGC i Holland och flög den över till sin fabrik i Croydon. Med nyutformad vindruta och motorinklädnad presenterades den som Desoutter Dolphin på Olympia Aero Show i London 1929. Efter utställningen försvann användandet av namnet Dolphin och när flygplanet vidareutvecklades till Sports Coupé fick de första modellerna tillägget Mk.I.
Desoutter var ett kabinförsett högvingat enkelvingat flygplan med plats för tre personer. Flygplanet var försett med ett brett, fast hjullandställ, som var förankrat i med en stötta mot vingbalken, samt en v-formad rörkonstruktion mot flygplanskroppens undersida. Som avlastning för stjärtpartiet fanns en sporre monterad under fenan. Det kom senare att vidareutvecklas med en de Havilland Gipsy III-motor, nykonstruerade skevroder och hjulbromsar. 
Från National Flying Services Ltd fick Desoutter en order på 19 flygplan. Alla målades svarta med orangea band. Flygplanen blev en vanlig syn i det engelska luftrummet och bland flygklubbarna. De användes till taxi-, skol-, och nöjesflygning. Ett av dessa flygplan såldes senare till Richard Shuttleworth. 
Första exportordern kom från Nya Zeeland. Ett flygplan lämnade fabriken i Croydon luftledes 9 februari 1930, för att landa i Sydney i Australien den 13 mars 1930. Sista etappen av transporten till Nya Zeeland skedde med båt.
Prototypen till den vidareutvecklade Sports Coupé flög första gången i juni 1930 med registreringen G-AAZI. Totalt i båda varianterna tillverkades 41 Desoutter flygplan. Därav återstår i dag tre flygplan.

## Australien
Under hösten 1931 köpte H. Jenkins och H. Jeffrey det begagnade flygplanet EI-AAD från Iona National Air Taxis på Irland. Flygplanet registrerades i det engelska registret som G-ABOM. 29 december startade man från Heston i England för att flyga till Sydney i Australien där man landade i februari 1932. Här såldes flygplanet vidare som VH-UEE till L. MacKenzie Johnson. Flygplanet döptes till Miss Flinders och sattes in som ett reguljärt flygplan mellan Launceston och Whitemark på Flinders Island. Flygplanet finns i dag bevarat vid Queen Victoria Museum i Launceston. Ytterligare tre flygplan köptes in av Holymans Airways, som senare kom att bli starten för flygbolaget Australian National Airways.

## Danmark
Det Danske Luftfartselskab köpte en av de sista Desoutter Sports Coupé, som tillverkades 1931. Den fick registreringen OY-DOD i det danska luftfartygsregistret. 1934 såldes flygplanet till löjtnanten Michael Hansen, som året efter sålde det vidare till Nordisk Lufttrafik. 1938 tog Nordjysk Aero Service över det, men Michael Hansen köpte tillbaka flygplanet samma år, för att genomföra en flygning till Kapstaden och delta i MacRobertson Air Race. Flygplanet klarade av flygningen från Mildenhall i England till Melbourne i Australien på 129 timmar och 47 minuter. Därmed placerade man sig på sjunde plats i tävlingen.

## Finland
Under vinterkriget användes ett flygplan som ambulans. Flygplanet köptes in av danska Röda korset för insamlade medel. I oktober 1941 köptes Michael Hansens OY-DOD, som donerades till Finland. Hansen flög själv flygplanet till Helsingfors 28 oktober, där det försågs med finska flygvapnets och Röda korsets märkning. Det användes som sambands- och ambulansflygplan fram till 14 november 1944. Efter kriget köpte flygplanstillverkarna bröderna Karhumäki flygplanet. De avlägsnade motorn och sålde det vidare till Torsti Tallgren och Armas Jylhä i Tammerfors. Sedan det hade reparerats gavs det registreringen OH-TJA 17 november 1947, men flygplanet blev kortlivat. Redan 4 december 1947 havererade det utanför Tammerfors.

## Nya Zeeland
I Nya Zeeland blev flygplanet känt genom sin medverkan i landets första haveri inom trafikflyget. Flygplanet ZK-ACA, som tillhörde flygbolaget Dominion Airlines, genomförde transportflygningar mellan Hastings och Gisborne. Under den tredje flygningen den 8 februari 1931 havererade planet, varvid alla tre ombord omkom.

## Sydafrika
Prototypflygplanet G-AAGC såldes vidare till Sydafrika med registreringen ZS-ADX, där det kom att tjänstgöra i Sydafrikas flygvapen.

## Antal och typ
- 28 stycken Desoutter Mk.I Dolphin
- 13 stycken Desoutter Mk.II Sports Coupé

## Varianter
- Desoutter Dolphin - var en modifierad FK.41 som ställdes ut på Olympia Aero Show
- Desoutter Mk.I - licenstillverkad FK.41 med modifierat stjärt och en Cirrus Hermes motor.
- Desoutter Mk.II Sports Coupé - modifierad variant av Mk.I med Gipsy III motor, nykonstruerade skevroder och hjulbromsar.

## Bevarade flygplan
VH-UEE finns permanent utställt på Queen Victoria Museum i Launceston i Australien. Dessutom finns två flygvärdiga exemplar, varav ett ingår i Australian National Aviation Museum i Melbourne, samt en Desoutter I som har renoverats till nyskick och som i dag flygs av Shuttleworth Trust i Old Warden i England.